# Palazzo San Giacomo
Palazzo San Giacomo, o più semplicemente il Municipio, è un palazzo in stile neoclassico situato a monte della omonima piazza di fronte al Maschio Angioino a Napoli, fra i quartieri Porto e San Ferdinando. È sede dell'amministrazione comunale.

## Storia
Nel 1816 il re Ferdinando I di Borbone, appena ritornato al potere su tutto il Mezzogiorno e la Sicilia col titolo di re del Regno delle Due Sicilie, decise di realizzare un grande edificio che ospitasse tutti i ministeri dello Stato Borbonico, i quali erano dislocati in varie sedi. Il vero promotore dell'iniziativa tuttavia fu il primo ministro Luigi de' Medici di Ottajano, il quale affidò l'incarico di progettare il nuovo edificio agli architetti Antonio de Simone, Vincenzo Buonocore e Stefano Gasse con un decreto reale del 18 giugno 1816. Tuttavia fu solo Stefano Gasse, insieme al fratello Luigi, anch'egli architetto, a renderlo effettivo.
L'insula dove il nuovo palazzo doveva sorgere, delimitata da via Toledo, via San Giacomo, via della Concezione (dal 1877 via Paolo Emilio Imbriani) e il largo di Castello (odierna piazza Municipio) apparteneva alla congrega dei nobili spagnoli che aveva sede nella chiesa di San Giacomo degli Spagnoli; la congrega aveva in quel posto, oltre alla chiesa, un ospedale, un convento e un banco. Inoltre vi era anche un'altra struttura religiosa: il monastero della Concezione con annessa chiesa, posto all'angolo tra via Toledo e appunto via della Concezione, ma anche molte case private. Questo fu un grande ostacolo al prosieguo dei lavori di costruzione, i quali cominciarono nel 1819, ma furono completati solo nel 1825.
Le stanze realizzate ad uso uffici, all'interno del maestoso edificio, erano più di ottocento.
I ministeri che vi furono ospitati erano sette: Presidenza e Affari Stranieri, Grazia e Giustizia, Affari Ecclesiastici, Polizia Generale, Guerra, Marina e Finanze.
Erano altresì ospitati nell'edificio, uno dei più grandi d'Europa, la Borsa dei cambi, il Banco delle Due Sicilie (poi Banco di Napoli), la Prefettura di polizia (poi Questura), la Gran Corte dei conti, e altre ancora.

## Architettura
Quando terminarono i lavori nel palazzo si contavano esattamente 816 stanze e 10 corridoi: infatti, come detto, l'edificio era all'epoca uno dei palazzi più estesi d'Europa.
Stefano Gasse studiò con grande attenzione il problema della differenza di quota tra via Toledo, più alta, e il largo di Castello, più in basso, realizzando così nella facciata meridionale, che è la principale, un alto basamento bugnato, che comprendesse anche la chiesa di San Giacomo (ulteriore problema di realizzazione) la quale, abbattuta la facciata,  fu inglobata nell'edificio, andando a costituire uno dei tre portali presenti sulla facciata, precisamente il terzo da sinistra.
Su entrambe le vie laterali, inoltre, il Gasse impostò due portali di accesso.
Ai lati del portone centrale, che permette l'accesso al palazzo e che si differenzia dagli altri in quanto è in rilievo, furono poste due lapidi che ricordavano la costruzione del palazzo, sostituite in età post-unitaria, nel 1865, da due lapidi che ricordano invece i martiri della Rivoluzione napoletana del 1799 e altri patrioti caduti durante il Risorgimento combattendo contro i Borbone.
La facciata settentrionale, su via Toledo, era identica a quella meridionale, con la differenza che era più bassa per le questioni di quota (mostrava solo due piani) e presentava solo due portali. Nella parte settentrionale vennero allocati gli uffici finanziari.
Alla fine degli anni trenta del XX secolo questa parte fu ricostruita da Marcello Piacentini per realizzare la nuova sede del Banco di Napoli.
Le decorazioni del palazzo sono tutte in stile neoclassico. Entrati nel portale centrale, un ampio androne decorato a cassettoni porta alle scale di accesso agli altri piani. In quattro nicchie ai suoi estremi lo scultore Antonio Calì realizzò altrettante statue: nelle nicchie all'entrata furono poste a sinistra la statua di Ruggero il Normanno, fondatore del regno indipendente, a destra quella di Federico II di Svevia, il fondatore del primo forte assetto governativo del regno. Nelle nicchie all'altezza della doppia rampa di scale c'erano due statue di Ferdinando I e suo figlio Francesco I: il primo fu ideatore del palazzo, il secondo fu il re che vide conclusi i lavori:  però entrambe furono rimosse dopo l'unità d'Italia e sostituite da due statue di genere allegorico, realizzate dallo scultore Francesco Liberti nel 1869.
Antonio Calì realizzò anche una statua raffigurante Flavio Gioia, posta nella gran sala della Borsa dei Cambi, la quale fu distrutta nella costruzione del palazzo del Banco di Napoli.
Saliti per le scale, dopo aver incontrato in una nicchia sulla sinistra del primo pianerottolo intermedio il busto dell'aviere Ugo Niutta, dove probabilmente era presente il busto di Ferdinando ll, al centro del piano ammezzato è situato il busto in marmo e in piperno di Partenope detta più comunemente 'a capa 'e Napule, il cui luogo di ritrovamento è incerto (forse nella zona dell'Anticaglia oppure in quella degli Incurabili), in seguito posta nella zona di San Giovanni a Mare dove subì più volte la mutilazione del naso e infine posta nella sua attuale ubicazione da Achille Lauro.
Altri busti sono custoditi al secondo piano, negli ambienti che portano alla sala della giunta comunale e a quella del sindaco e raffigurano le medaglie d'oro napoletane della prima guerra mondiale: Gaetano Carolei, Edgardo Cortese, Mario Fiore, Raffaele Libroia, Giuseppe Orsi, Maurizio de Vito Piscicelli.
Infine è da ricordare che Stefano Gasse progettò e realizzò nel palazzo la prima galleria coperta in vetro e ferro della città, una delle prime d'Europa, che collegava direttamente, passando all'interno del palazzo, via Toledo e piazza Municipio. Vi si accedeva passando sotto la doppia rampa di scale. Essa scomparve con la costruzione del nuovo palazzo del Banco di Napoli di Piacentini e ne rimane solo un minimo tratto.